# Allograea
Allograea is een geslacht van kreeftachtigen uit de klasse van de Malacostraca (hogere kreeftachtigen).

## Soort
- Allograea tomentosa Guinot, Hurtado & Vrijenhoek, 2002